# Estació de Poblenou (MZA)
L'Estació de Poblenou (oficialment anomenada Barcelona Pueblo Nuevo) va ser una estació de ferrocarril propietat de RENFE, i anteriorment de MZA, situada al barri del Poblenou de Barcelona, entre la Riera d'Horta i el Bogatell. Es trobava al ramal de Marina de la línia Barcelona-Mataró-Maçanet, que va ser desmantellat abans dels Jocs Olímpics de 1992.

## Història
El ferrocarril de Barcelona a Mataró, inaugurat el 28 d'octubre de 1848, fou la primera línia de ferrocarril de la Península Ibèrica. La terminal de Barcelona era situada a la vora del Torín, a l'inici de la desapareguda avinguda del Cementiri (on actualment hi ha el carrer del Doctor Aiguader) entre la Barceloneta i la Ciutadella. La iniciativa havia estat de Miquel Biada i Bunyol per a facilitar les múltiples relacions comercials que s'establien entre Mataró i Barcelona.
L'any 1886, quatre anys després de la fundació de Can Girona, es va construir una primera estació al costat de la fàbrica per la influència del financer Manuel Girona (a la cruïlla del que actualment és el carrer de Provençals amb el passeig de Garcia Fària), però l'any 1907 se n'edificaria una de nova, obra dels enginyers Eduard Maristany i Rafel Coderch.
La construcció de l'estació s'incloïa en el marc d'actuacions del pla de diversificació del trànsit ferroviari plantejat per l'empresa MZA per descongestionar l'Estació de França i l'estació del Clot, que entre d'altres plantejava la construcció del baixador del Poblenou, l'estació de mercaderies de Bogatell, la construcció de Sagrera Mercaderies i la reforma del Clot.
Per a l'Exposició Internacional de Barcelona de 1929 es va construir la nova Estació de França, i la de Poblenou va ser dotada amb un gran parc de vies destinat a l'estacionament de les composicions. També s'hi va construir un dipòsit de màquines i un taller. Amb l'electrificació de la línia el 1948, va començar a declinar el dipòsit, que va acabar com a base de desballestament de locomotores i cotxes de viatgers. Des del 1967, l'estació va ser cotxera del trens Talgo Barcelona-Ginebra.
L'últim tren hi va passar l'any 1989, i l'estació es va començar a desmantellar a partir del 31 de maig del mateix any, juntament amb la resta del ramal de Marina, per a construir-hi la Vila Olímpica dels Jocs Olímpics d'Estiu de 1992. On hi havia hagut l'estació i les vies, el 1990 s'inaugurà la Ronda Litoral.